# Bouvardia albiflora
Bouvardia albiflora är en måreväxtart som beskrevs av Attila L. Borhidi och E.Martínez. Bouvardia albiflora ingår i släktet Bouvardia och familjen måreväxter. Inga underarter finns listade i Catalogue of Life.